# Hokej na lodzie na Zimowej Uniwersjadzie 2013 – turniej kobiet
Turniej kobiet rozgrywany jest po raz trzeci w historii. Uczestniczy w nim sześć zespołów. Rozgrywki podzielone zostały na dwie fazy. Najpierw wszystkiego zespoły mierzą się ze sobą w fazie grupowej systemem kołowym, po czym cztery pierwsze zespoły awansują do półfinałów. Dwie najgorsze drużyny fazy grupowej przystąpią do meczu o piąte miejsce.

## Faza grupowa
|                   | M | Pkt | Z | Zd | Pd | P | G+ | G- | +/− |
| ----------------- | - | --- | - | -- | -- | - | -- | -- | --- |
| Kanada            | 5 | 15  | 5 | 0  | 0  | 0 | 57 | 2  | +55 |
| Rosja             | 5 | 9   | 3 | 0  | 0  | 2 | 35 | 12 | +23 |
| Japonia           | 5 | 9   | 3 | 0  | 0  | 2 | 20 | 15 | +5  |
| Stany Zjednoczone | 5 | 9   | 3 | 0  | 0  | 2 | 15 | 14 | +1  |
| Wielka Brytania   | 5 | 2   | 0 | 1  | 0  | 4 | 5  | 39 | –34 |
| Hiszpania         | 5 | 1   | 0 | 0  | 1  | 4 | 2  | 52 | –50 |

| 10 grudnia 2013 | Wielka Brytania | 1:10 | Japonia | Pergine Valsugana Ghiaccio Hall, Pergine Valsugana |

| Szczegóły      | Szczegóły            | Szczegóły       | Szczegóły | Szczegóły                                                                                       |
| -------------- | -------------------- | --------------- | --- | ----------------------------------------------------------------------------------------------- |
| Godzina: 12:00 | N. Davies (EQ) 40:16 | (0:3, 0:6, 1:1) | 02:55 (EQ) A. Ohashi 06:58 (EQ) M. Morii 08:20 (EQ) M. Morii 22:10 (EQ) M. Toma 27:24 (EQ) Y. Ota 31:58 (EQ) R. Sakamoto 35:21 (EQ) Y. Ota 38:22 (EQ) A. Ohashi 39:14 (PP) A. Ichijo 53:13 (PP) R. Sakamoto | Widzów: 200 Sędzia główny: Melissa Szkola Sędziowie liniowi: Anna Ida Linnea Hammar Anna Nygard |
| Godzina: 12:00 | 12 min. kar          |                 | 4 min. kar | Widzów: 200 Sędzia główny: Melissa Szkola Sędziowie liniowi: Anna Ida Linnea Hammar Anna Nygard |

| 10 grudnia 2013 | Rosja | 2:4 | Stany Zjednoczone | Pergine Valsugana Ghiaccio Hall, Pergine Valsugana |

| Szczegóły      | Szczegóły                                       | Szczegóły       | Szczegóły                                                                               | Szczegóły                                                                                          |
| -------------- | ----------------------------------------------- | --------------- | --------------------------------------------------------------------------------------- | -------------------------------------------------------------------------------------------------- |
| Godzina: 16:00 | M. Kirilenko (EQ) 15:36 M. Kirilenko (EQ) 40.27 | (1:2, 0:1, 1:1) | 02:24 (EQ) A. Filippo 19:12 (EQ) C. Catlow 31:08 (EQ) M. Sparks 57:44 (EQ) K. Augustine | Widzów: 150 Sędzia główny: Marie Tjana Picavet Sędziowie liniowi: Lorna Beresford Anne-Ruth Kuonen |
| Godzina: 16:00 | 6 min. kar                                      |                 | 4 min. kar                                                                              | Widzów: 150 Sędzia główny: Marie Tjana Picavet Sędziowie liniowi: Lorna Beresford Anne-Ruth Kuonen |

| 10 grudnia 2013 | Hiszpania | 0:21 | Kanada | Pergine Valsugana Ghiaccio Hall, Pergine Valsugana |

| Szczegóły      | Szczegóły  | Szczegóły       | Szczegóły | Szczegóły                                                                                                  |
| -------------- | ---------- | --------------- | --- | --- |
| Godzina: 20:00 |            | (0:6, 0:7, 0:8) | 00:35 (EQ) G. Davidson 01:39 (EQ) L. Brooker 03:09 (EQ) J. Legault 16:39 (EQ) L. Brooker 19:32 (EQ) K. Clement-Heydra 19:49 (EQ) J. T. Pinkerton 20:44 (EQ) G. Davidson 21:19 (EQ) J. T. Pinkerton 22:06 (EQ) M. K. McHaffie 25:11 (EQ) L. Brooker 33:03 (EQ) K. E. Wong 34:38 (EQ) T. E. Rafter 39:38 (EQ) J. Legault 41:22 (EQ) A. Parkins 49:01 (EQ) G. Davidson 51:15 (EQ) A. J. Normore 52:05 (EQ) C. I. Wooster 56:30 (EQ) G. Davidson 57:58 (EQ) K. Clement-Heydra 59:02 (EQ) C. I. Wooster 59:25 (EQ) J. M. D. Smith | Widzów: 140 Sędzia główny: Malja Elina Kontturi Sędziowie liniowi: Jenna Marika Puhakka Svenja Strohmenger |
| Godzina: 20:00 | 0 min. kar |                 | 0 min. kar | Widzów: 140 Sędzia główny: Malja Elina Kontturi Sędziowie liniowi: Jenna Marika Puhakka Svenja Strohmenger |

| 12 grudnia 2013 | Wielka Brytania | 1:2 | Stany Zjednoczone | Pergine Valsugana Ghiaccio Hall, Pergine Valsugana |

| Szczegóły      | Szczegóły           | Szczegóły       | Szczegóły                                   | Szczegóły                                                                                          |
| -------------- | ------------------- | --------------- | ------------------------------------------- | -------------------------------------------------------------------------------------------------- |
| Godzina: 12:00 | S. Allen (EQ) 45:20 | (0:2, 0:0, 1:0) | 10:20 (EQ) A. Abromson 13:40 (PP) R. Weaver | Widzów: 320 Sędzia główny: Katarina Timglas Sędziowie liniowi: Anne-Ruth Kuonen Svenja Strohmenger |
| Godzina: 12:00 | 10 min. kar         |                 | 2 min. kar                                  | Widzów: 320 Sędzia główny: Katarina Timglas Sędziowie liniowi: Anne-Ruth Kuonen Svenja Strohmenger |

| 12 grudnia 2013 | Kanada | 5:0 | Rosja | Pergine Valsugana Ghiaccio Hall, Pergine Valsugana |

| Szczegóły      | Szczegóły | Szczegóły       | Szczegóły   | Szczegóły                                                                                         |
| -------------- | --- | --------------- | ----------- | ------------------------------------------------------------------------------------------------- |
| Godzina: 16:00 | L. Brooker (PP) 05:14 J. Legault (EQ) 21:20 A. Parkins (EQ) 40:45 G. Davidson (EQ) 57:46 Ch. M. Capozzi (EQ) 58:47 | (1:0, 1:0, 3:0) |             | Widzów: 145 Sędzia główny: Marie Tjana Picavet Sędziowie liniowi: Lorna Beresford Jackie Spresser |
| Godzina: 16:00 | 0 min. kar |                 | 10 min. kar | Widzów: 145 Sędzia główny: Marie Tjana Picavet Sędziowie liniowi: Lorna Beresford Jackie Spresser |

| 12 grudnia 2013 | Hiszpania | 0:6 | Japonia | Pergine Valsugana Ghiaccio Hall, Pergine Valsugana |

| Szczegóły      | Szczegóły  | Szczegóły       | Szczegóły                                                                                              | Szczegóły                                                                                                 |
| -------------- | ---------- | --------------- | --- | --- |
| Godzina: 20:00 |            | (0:1, 0:4, 0:1) | 13:48 (EQ) M. Iwasaki 22:29 (EQ) Y. Ota 29:56 (EQ) A. Ohashi 32:00 (PP) T. Kurata 59:24 (EQ) S. Yuyama | Widzów: 105 Sędzia główny: Maija Elina Kontturi Sędziowie liniowi: Anna Ida Linnea Hammar Helga Tschorner |
| Godzina: 20:00 | 4 min. kar |                 | 2 min. kar                                                                                             | Widzów: 105 Sędzia główny: Maija Elina Kontturi Sędziowie liniowi: Anna Ida Linnea Hammar Helga Tschorner |

| 13 grudnia 2013 | Kanada | 13:0 | Wielka Brytania | Pergine Valsugana Ghiaccio Hall, Pergine Valsugana |

| Szczegóły      | Szczegóły | Szczegóły       | Szczegóły  | Szczegóły                                                                                              |
| -------------- | --- | --------------- | ---------- | --- |
| Godzina: 12:00 | A. Parkins (EQ) 06:23 T. E. Rafter (EQ) 17:26 A. Parkins (EQ) 18:21 G. Davidson (EQ) 30:04 A. J. Normore (EQ) 30:51 C. I. Wooster (EQ) 33:44 J. T. Pinkerton (EQ) 35:21 K. Deschenes (EQ) 41:26 J. M. D. Smith (EQ) 44:32 G. Davidson (EQ) 48:30 J. M. D. Smith (EQ) 51:11 T. E. Rafter (EQ) 58:44 G. Davidson (EQ) 59:41 | (3:0, 4:0, 6:0) |            | Widzów: 95 Sędzia główny: Maija Elina Kontturi Sędziowie liniowi: Jenna Marika Puhakka Jackie Spresser |
| Godzina: 12:00 | 2 min. kar |                 | 4 min. kar | Widzów: 95 Sędzia główny: Maija Elina Kontturi Sędziowie liniowi: Jenna Marika Puhakka Jackie Spresser |

| 13 grudnia 2013 | Hiszpania | 1:15 | Rosja | Pergine Valsugana Ghiaccio Hall, Pergine Valsugana |

| Szczegóły      | Szczegóły                          | Szczegóły       | Szczegóły | Szczegóły                                                                                       |
| -------------- | ---------------------------------- | --------------- | --- | ----------------------------------------------------------------------------------------------- |
| Godzina: 16:00 | L. Abrisqueta Iturregui (EQ) 25:32 | (0:0, 1:7, 0:8) | 20:39 (PP) E. Markowa 21:39 (EQ) E. Mitrofanowa 28:12 (EQ) M. Kirilenko 31:06 (EQ) S. Kołmykowa 31:22 (EQ) K. Sołowiewa 33:47 (EQ) O. Afonina 35:07 (SH) J. Diupina 40:39 (EQ) S. Kołmykowa 44:01 (EQ) S. Kołmykowa 49:09 (EQ) O. Afonina 49:28 (EQ) M. Kirilenko 49:39 (EQ) J. Sołowiewa 50:12 (EQ) J. Sołowiewa | Widzów: 91 Sędzia główny: Melissa Nichole Szkola Sędziowie liniowi: Anna Nygard Helga Tschorner |
| Godzina: 16:00 | 2 min. kar                         |                 | 4 min. kar | Widzów: 91 Sędzia główny: Melissa Nichole Szkola Sędziowie liniowi: Anna Nygard Helga Tschorner |

| 13 grudnia 2013 | Stany Zjednoczone | 0:2 | Japonia | Pergine Valsugana Ghiaccio Hall, Pergine Valsugana |

| Szczegóły      | Szczegóły  | Szczegóły       | Szczegóły                                 | Szczegóły                                                                                         |
| -------------- | ---------- | --------------- | ----------------------------------------- | ------------------------------------------------------------------------------------------------- |
| Godzina: 20:00 |            | (0:1, 0:0, 0:1) | 14:33 (SH) M. Morii 54:59 (EQ) M. Iwasaki | Widzów: 150 Sędzia główny: Katarina Timglas Sędziowie liniowi: Lorna Beresford Svenja Strohmenger |
| Godzina: 20:00 | 2 min. kar |                 | 2 min. kar                                | Widzów: 150 Sędzia główny: Katarina Timglas Sędziowie liniowi: Lorna Beresford Svenja Strohmenger |

| 15 grudnia 2013 | Wielka Brytania | 2:1 pd. | Hiszpania | Pergine Valsugana Ghiaccio Hall, Pergine Valsugana |

| Szczegóły      | Szczegóły                                     | Szczegóły            | Szczegóły                  | Szczegóły                                                                                      |
| -------------- | --------------------------------------------- | -------------------- | -------------------------- | ---------------------------------------------------------------------------------------------- |
| Godzina: 12:00 | S. F. Allen (EQ) 36:54 S. F. Allen (EQ) 60:48 | (0:0, 1:0, 0:1, 1:0) | 51:21 (EQ) V. Ibanez Milan | Widzów: 115 Sędzia główny: Marie Tjana Picavet Sędziowie liniowi: Anne-Ruth Kuonen Anna Nygard |
| Godzina: 12:00 | 10 min. kar                                   |                      | 2 min. kar                 | Widzów: 115 Sędzia główny: Marie Tjana Picavet Sędziowie liniowi: Anne-Ruth Kuonen Anna Nygard |

| 15 grudnia 2013 | Japonia | 1:5 | Rosja | Pergine Valsugana Ghiaccio Hall, Pergine Valsugana |

| Szczegóły      | Szczegóły            | Szczegóły       | Szczegóły | Szczegóły |
| -------------- | -------------------- | --------------- | --- | --- |
| Godzina: 16:00 | Y. Notoya (EQ) 21:16 | (0:3, 1:2, 0:0) | 01:59 (SH) M. Biełowa 08:38 (EQ) A. Szukina 09:06 (EQ) S. Kołmykowa 22:33 (PP) O. Afonina 27:36 (PP) S. Kołmykowa | Widzów: 135 Sędzia główny: Melissa Nichole Szkola Sędziowie liniowi: Jenna Marika Puhakka Svenja Strohmenger |
| Godzina: 16:00 | 10 min. kar          |                 | 10 min. kar | Widzów: 135 Sędzia główny: Melissa Nichole Szkola Sędziowie liniowi: Jenna Marika Puhakka Svenja Strohmenger |

| 15 grudnia 2013 | Kanada | 9:1 | Stany Zjednoczone | Pergine Valsugana Ghiaccio Hall, Pergine Valsugana |

| Szczegóły      | Szczegóły | Szczegóły       | Szczegóły            | Szczegóły                                                                                            |
| -------------- | --- | --------------- | -------------------- | --- |
| Godzina: 20:00 | J. Legault (EQ) 07:57 T. E. Rafter (EQ) 14:17 J. Legault (EQ) 23:54 A. Parkins (EQ) 26:25 L. Brooker (EQ) 38:28 G. Davidson (EQ) 39:29 C. I. Wooster (EQ) 49:36 A. J. Normore (EQ) 53:51 C. B. H. MacDonald (EQ) 57:04 | (2:0, 4:0, 3:1) | 52:54 (PP) C. Catlow | Widzów: 303 Sędzia główny: Katrina Timglas Sędziowie liniowi: Anna Ida Linnea Hammar Jackie Spresser |
| Godzina: 20:00 | 2 min. kar |                 | 6 min. kar           | Widzów: 303 Sędzia główny: Katrina Timglas Sędziowie liniowi: Anna Ida Linnea Hammar Jackie Spresser |

| 16 grudnia 2013 | Rosja | 13:1 | Wielka Brytania | Pergine Valsugana Ghiaccio Hall, Pergine Valsugana |

| Szczegóły      | Szczegóły | Szczegóły       | Szczegóły              | Szczegóły                                                                                 |
| -------------- | --- | --------------- | ---------------------- | ----------------------------------------------------------------------------------------- |
| Godzina: 12:00 | K. Szerestiuk (EQ) 03:57 E. Markowa (EQ) 06:39 A. Miszłanowa (EQ) 09:21 K. Szerestiuk (EQ) 15:01 J. Nikołajewa (PP) 17:38 A. Miszłanowa (EQ) 19:11 J. Ananina (EQ) 21:17 N. Szirałiewa (EQ) 24:59 M. Biełowa (EQ) 32:50 M. Kirilenko (EQ) 35:44 E. Mitrofanowa (EQ) 44:38 J. Diupina (EQ) 44:52 S. Litwincewa (EQ) 57:26 | (6:1, 4:0, 3:0) | 04:53 (EQ) S. F. Allen | Widzów: 102 Sędzia główny: Katrina Timglas Sędziowie liniowi: Anna Nygard Helga Tschorner |
| Godzina: 12:00 | 6 min. kar |                 | 4 min. kar             | Widzów: 102 Sędzia główny: Katrina Timglas Sędziowie liniowi: Anna Nygard Helga Tschorner |

| 16 grudnia 2013 | Japonia | 1:9 | Kanada | Pergine Valsugana Ghiaccio Hall, Pergine Valsugana |

| Szczegóły      | Szczegóły            | Szczegóły       | Szczegóły | Szczegóły                                                                                               |
| -------------- | -------------------- | --------------- | --- | --- |
| Godzina: 16:00 | A. Ichijo (PP) 59:14 | (0:2, 0:1, 1:6) | 12:36 (EQ) A. Parkins 13:12 (EQ) J. T. Pinkerton 27:11 (EQ) A. Parkins 41:10 (EQ) T. E. Rafter 44:01 (EQ) A. J. Normore 45:55 (PP) A. Parkins 46:38 (EQ) C. B. H. MacDonald 47:53 (EQ) A. J. Normore 53:51 (EQ) G. Davidson | Widzów: 110 Sędzia główny: Melissa Nichole Szkola Sędziowie liniowi: Jackie Spresser Svenja Strohmenger |
| Godzina: 16:00 | 6 min. kar           |                 | 2 min. kar | Widzów: 110 Sędzia główny: Melissa Nichole Szkola Sędziowie liniowi: Jackie Spresser Svenja Strohmenger |

| 16 grudnia 2013 | Stany Zjednoczone | 8:0 | Hiszpania | Pergine Valsugana Ghiaccio Hall, Pergine Valsugana |

| Szczegóły      | Szczegóły | Szczegóły       | Szczegóły  | Szczegóły                                                                                              |
| -------------- | --- | --------------- | ---------- | --- |
| Godzina: 20:00 | C. Catlow (EQ) 14:47 H. A Williams (PP) 17:19 K. Augustine (EQ) 23:08 R. Weaver (EQ) 33:49 R. Weaver (EQ) 43:50 S. Burlingame (EQ) 44:35 M. Sparks (EQ) 44:57 M. Korzon (EQ) 59:16 | (2:0, 2:0, 4:0) |            | Widzów: 120 Sędzia główny: Marie Tjana Picavet Sędziowie liniowi: Lorna Beresford Jenna Marika Puhakka |
| Godzina: 20:00 | 4 min. kar |                 | 4 min. kar | Widzów: 120 Sędzia główny: Marie Tjana Picavet Sędziowie liniowi: Lorna Beresford Jenna Marika Puhakka |

## Faza pucharowa
Półfinały
| 18 grudnia 2013 | Rosja | 3:2 pk. | Stany Zjednoczone | Pergine Valsugana Ghiaccio Hall, Pergine Valsugana |

| Szczegóły      | Szczegóły                                                             | Szczegóły                 | Szczegóły                                      | Szczegóły                                                                                              |
| -------------- | --------------------------------------------------------------------- | ------------------------- | ---------------------------------------------- | --- |
| Godzina: 16:00 | O. Afonina (PP) 16:21 J. Nikołajewa (PP) 39:46 A. Szukina (PEN) 60:00 | (1:1, 1:1, 0:0, 0:0, 1:0) | 04:40 (EQ) K. Augustine 27:01 (PP) A. Abromson | Widzów: 160 Sędzia główny: Katarina Timglas Sędziowie liniowi: Anna Ida Linnea Hammar Anne-Ruth Kuonen |
| Godzina: 16:00 | 20 min. kar                                                           |                           | 14 min. kar                                    | Widzów: 160 Sędzia główny: Katarina Timglas Sędziowie liniowi: Anna Ida Linnea Hammar Anne-Ruth Kuonen |

| 18 grudnia 2013 | Kanada | 15:0 | Japonia | Pergine Valsugana Ghiaccio Hall, Pergine Valsugana |

| Szczegóły      | Szczegóły | Szczegóły       | Szczegóły  | Szczegóły                                                                                               |
| -------------- | --- | --------------- | ---------- | --- |
| Godzina: 20:00 | J. Legault (EQ) 06:39 G. Davidson (EQ) 10:02 T. E. Rafter (EQ) 10:57 G. Davidson (EQ) 23:41 K. Deschenes (PP) 30:42 K. Deschenes (EQ) 33:33 T. E. Rafter (EQ) 34:50 B. E. D. Fouracres (EQ) (EA) 39:29 K. Clement-Heydra (EQ) 40:09 G. Davidson (EQ) 44:09 K. Clement-Heydra (EQ) 45:51 A. Parkins (EQ) 52:55 A. J. Normore (EQ) 53:22 A. J. Normore (EQ) 56:30 L. Brooker (EQ) 58:11 | (3:0, 5:0, 7:0) |            | Widzów: 150 Sędzia główny: Maija Elina Kontturi Sędziowie liniowi: Jenna Marika Puhakka Helga Tschorner |
| Godzina: 20:00 | 0 min. kar |                 | 6 min. kar | Widzów: 150 Sędzia główny: Maija Elina Kontturi Sędziowie liniowi: Jenna Marika Puhakka Helga Tschorner |

Mecz o piąte miejsce
| 19 grudnia 2013 | Wielka Brytania | 3:1 | Hiszpania | Pergine Valsugana Ghiaccio Hall, Pergine Valsugana |

| Szczegóły      | Szczegóły                                                                | Szczegóły       | Szczegóły                        | Szczegóły                                                                                         |
| -------------- | ------------------------------------------------------------------------ | --------------- | -------------------------------- | ------------------------------------------------------------------------------------------------- |
| Godzina: 16:00 | S. Allen (EQ) 03:07 H. B. Cornford (EQ) 06:16 M. A. Petrosino (EQ) 06:43 | (3:0, 0:0, 0:1) | L. Rebolledo Rodrigue (EQ) 53:05 | Widzów: 90 Sędzia główny: Marie Tjana Picavet Sędziowie liniowi: Lorna Beresford Anne-Ruth Kuonen |
| Godzina: 16:00 | 12 min. kar                                                              |                 | 12 min. kar                      | Widzów: 90 Sędzia główny: Marie Tjana Picavet Sędziowie liniowi: Lorna Beresford Anne-Ruth Kuonen |

Mecz o trzecie miejsce
| 20 grudnia 2013 | Stany Zjednoczone | 3:1 | Japonia | Pergine Valsugana Ghiaccio Hall, Pergine Valsugana |

| Szczegóły      | Szczegóły                                                                   | Szczegóły       | Szczegóły              | Szczegóły                                                                                              |
| -------------- | --------------------------------------------------------------------------- | --------------- | ---------------------- | --- |
| Godzina: 16:00 | M. Korzon (EQ) 17:03 K. Augustine (EQ) 42:30 H. A Williams (EQ) (ENG) 59:57 | (1:1, 0:0, 2:0) | 19:49 (EQ) R. Sakamoto | Widzów: 115 Sędzia główny: Nicole Melissa Szkola Sędziowie liniowi: Anna Ida Linnea Hammar Anna Nygard |
| Godzina: 16:00 | 2 min. kar                                                                  |                 | 8 min. kar             | Widzów: 115 Sędzia główny: Nicole Melissa Szkola Sędziowie liniowi: Anna Ida Linnea Hammar Anna Nygard |

Finał
| 20 grudnia 2013 | Kanada | 5:0 | Rosja | Pergine Valsugana Ghiaccio Hall, Pergine Valsugana |

| Szczegóły      | Szczegóły | Szczegóły       | Szczegóły   | Szczegóły                                                                                            |
| -------------- | --- | --------------- | ----------- | --- |
| Godzina: 20:00 | J. T. Pinkerton (EQ) 11:39 J. M. D. Smith (EQ) 30:24 K. Clement-Heydra (EQ) 36:53 L. Brooker (EQ) 55:35 J. M. D. Smith (EQ) 56:26 | (1:0, 2:0, 2:0) |             | Widzów: 823 Sędzia główny: Marie Tjana Picavet Sędziowie liniowi: Jackie Spresser Svenja Strohmenger |
| Godzina: 20:00 | 4 min. kar |                 | 12 min. kar | Widzów: 823 Sędzia główny: Marie Tjana Picavet Sędziowie liniowi: Jackie Spresser Svenja Strohmenger |